# 大萊訥河 (安珀河支流)
47°36′11″N 11°03′32″E / 47.60309°N 11.05891°E

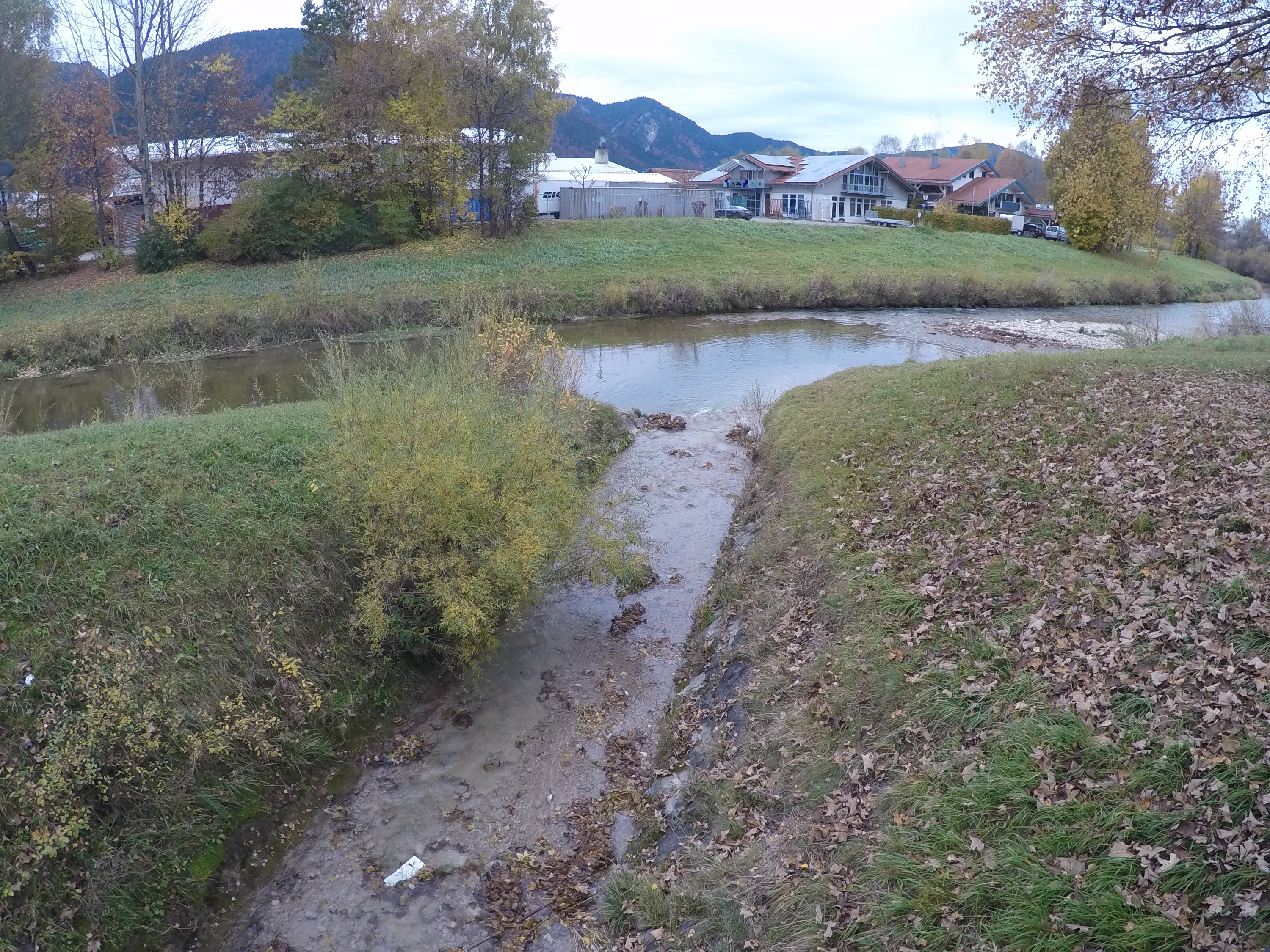

大萊訥河是德國的河流，位於該國東南部，由巴伐利亞負責管轄，屬於安珀河的右支流，河道全長5.4公里，發源自阿默高山脈，河口處在上阿默高。